# František Kotlaba
František Kotlaba, född 20 maj 1927 i Vlastiboř, Tjeckien, död 11 juni 2020 i Prag, var en tjeckisk botaniker och mykolog.
Auktorsnamnet Kotl. kan användas för František Kotlaba i samband med ett vetenskapligt namn inom botaniken; se Wikipediaartiklar som länkar till auktorsnamnet.